# Volewijckbrug
De Volewijckbrug (brug 2475) is een vaste brug in Amsterdam-Noord.

## Brug
De brug ligt in de IJpromenade en overspant het Buiksloterkanaal. In de onmiddellijke nabijheid van de brug staat de A'DAM Toren (eerder bekend als Shell-gebouw en later Toren Overhoeks), de Paviljoen Tolhuistuin en het EYE Filmmuseum.
De gemeente Amsterdam kocht in 2003 het terrein Overhoeks om er een nieuwe wijk neer te zetten met woningen, kantoren en culturele aangelegenheden. Nadat er eerst nog wat culturele manifestaties plaatsvonden in het Shell-gebouw en bijgebouwen werd daarna de draad opgepakt. Om het terrein goed te kunnen ontwikkelen werd het noodzakelijk een verkeersbrug te hebben in de boulevard, naast de aanlegplaatsen van de IJ-veren. Er werd een prijsvraag uitgeschreven, die gewonnen werd door Korth Tielens Architecten met architect Mike Korth. Hij of het kantoor tekende een robuuste brug met massieve balustrades. Het ontwerp kent een aantal bijzonderheden:
- de balustrade aan de zuidkant van de brug loopt van oost naar west schuin af
- de balustrade loopt naar het oosten een flink eind door als een soort beschutting
- aan de oostkant is een uitsparing gemaakt die uitzicht geeft op het IJ, in die uitsparing zijn cirkelvormige elementen aangebracht
- midden op de brug ligt een scheiding tussen voetpad en fietspad; ook deze middenbalustrade is niet geheel rechtshoekig
- de noordelijke balustrade doet minder massief aan; deze balustrade heeft een gelijke opening als de noordelijke balustrade, maar deze kijkt uit over het Buiksloterkanaal.

Het kantoor had met deze afwijkingen in de rechte lijn de bedoeling om de voorbijgang een filmische indruk van de omgeving te geven, een verwijzing naar het filmmuseum, dat overigens pas veel later openging dan de brug. De brug werd mei 2009 geplaatst, nadat zij uit Vlissingen per schip aangevoerd was en met een ponton op de nokken en in de sleuven werd geplaatst. Later dat jaar werd de brug geopend.
De brug is in 2016 vernoemd naar de oude benaming voor de buurt Volewijck; eerder werd de brug ook wel aangeduid als Brug Overhoeks. In de landhoofden is het nummer "0995" te lezen, onbekend is waar dat voor staat.

## Afbeeldingen

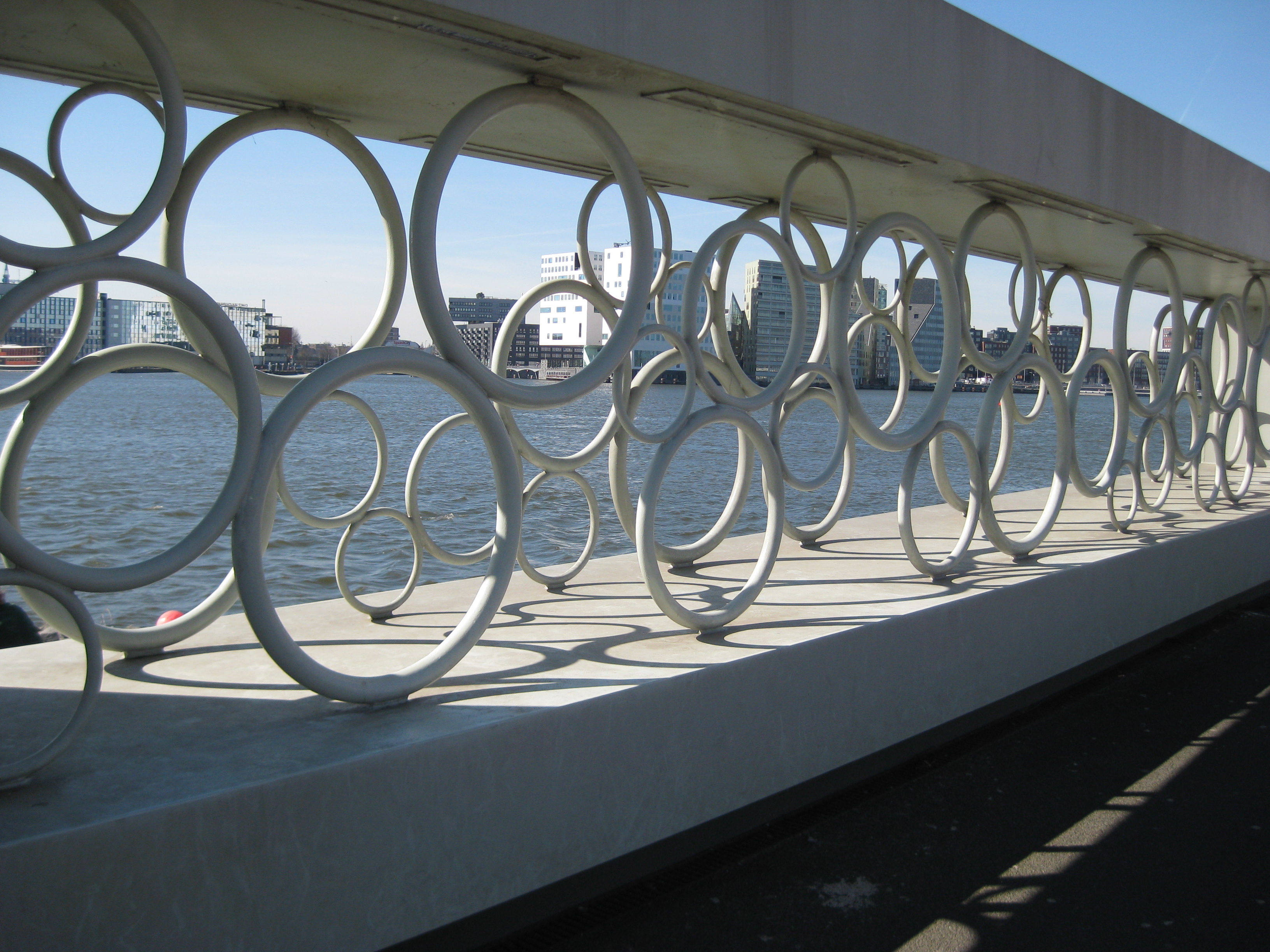
Detail van de brug (2014)
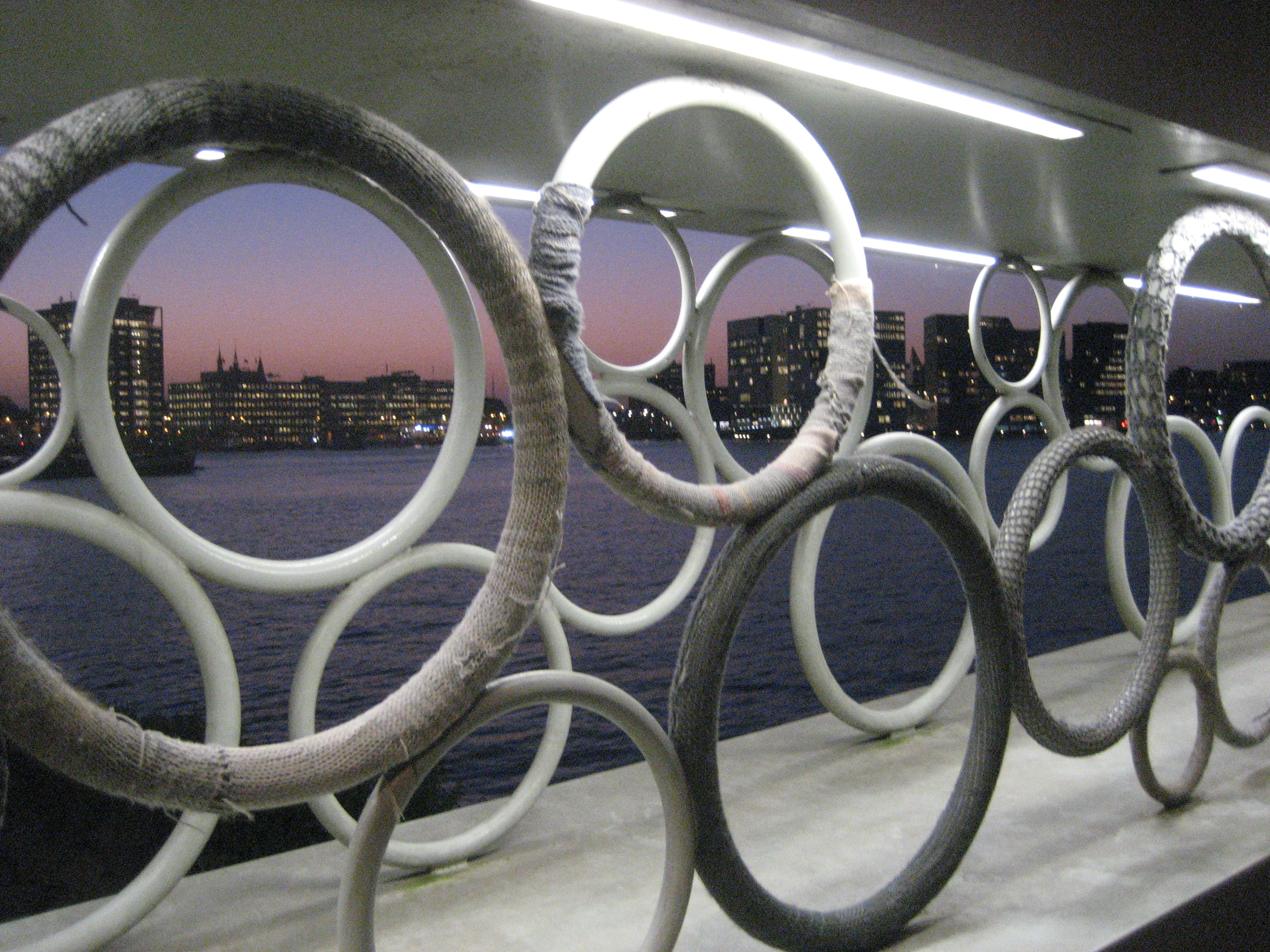
Brug bij nacht
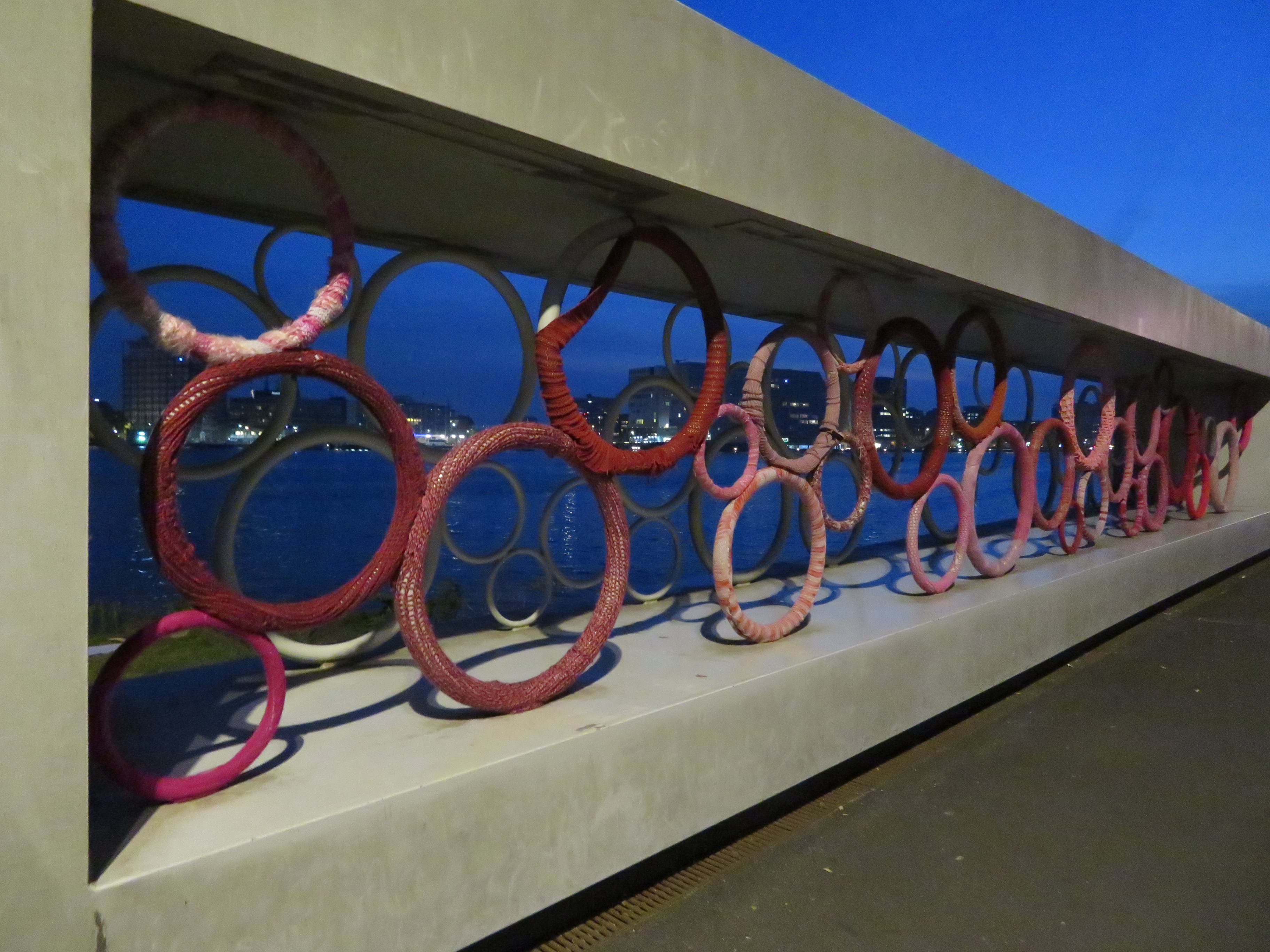
Nieuw breiwerk (2018)
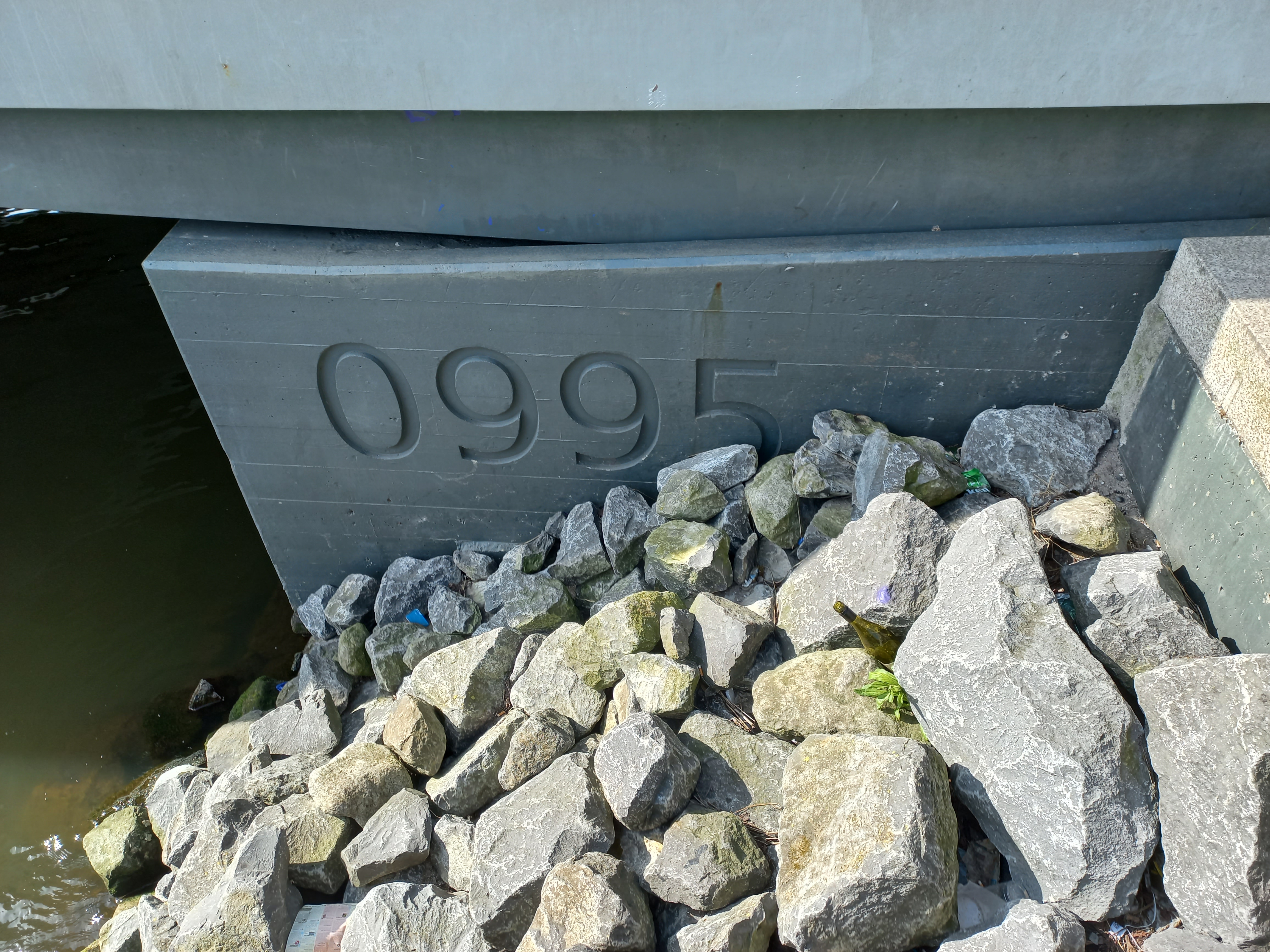
Brugnummer op de brug (2022)

2400 · 2401 · 2402 · 2403 · 2404 · 2405 · 2406 · 2407 · 2408 · 2409 ·  2410 · 2411 · 2412 · 2413 · 2414 · 2415 · 2421 · 2422 · 2423 · 2424 · 2425 · 2426 · 2427 · 2428 · 2429 · 2430 · 2431 · 2432 · 2433 · 2434 · 2435 · 2436 · 2437 · 2438 · 2439 · 2441 · 2451-2453 · 2454 · 2455 · 2456 · 2457 · 2459 · 2461 · 2462 · 2468 · 2469 · 2470 · 2471 · 2472 · 2473 · 2474 · 2475 · 2476 · 2477 · 2478 · 2480 · 2481 · 2482 · 2483 · 2484 · 2485 · 2486 · 2487 · 2488 · 2489 · 2490 · 2491 · 2492 · 2493 · 2494-2499
Brugnummers 2416, 2417, 2418, 2419, 2420, 2441, 2442, 2443, 2444,  2445, 2446, 2447, 2448, 2449, 2450, 2458, 2460, 2463, 2464, 2465, 2466, 2467, 2479 zijn niet vergeven.